# Последњи кинески цар
Последњи кинески цар (енгл. The Last Emperor) је епски биографски филм из 1987. године, режисера Бернарда Бертолучија о последњем кинеском цару Пу Јиу, на основу његове аутобиографије. Продуцент филма је био Џереми Томас, а филм је објавила компанија Columbia Pictures. Пу Јиев живот приказан је од његовог успона на престо као мали дечак до његовог хапшења и политичке рехабилитације од стране Комунистичке партије Кине.
У главним улогама су Џон Лоун, Џоан Чен, Питер О’Тул, Јинг Рученг, Виктор Вонг, Денис Дан и Рјучи Сакамото. Ово је био први западњачки филм чија екипа је добила дозволу за снимање у Забрањеном граду у Пекингу. Филм је освојио девет Оскара, укључујући онај за најбољи филм и онај за најбољег режисера. Такође је освојио три награде БАФТА, четири награде Златни глобус, као и награду Греми за своју партитуру.

## Радња
Године 1950, 44-годишњи Пу Ји, бивши кинески цар, провео је у притвору пет година од када га је ухватила Црвена армија током совјетске инвазије Манџурије. У недавно успостављену Народну Републику Кину, Пу Ји стиже као политички затвореник и ратни злочинац у затвор Фушун. Убрзо по доласку, Пу Ји покушава да се убије, али је брзо спашен и речено му је да га чека суђење.
Четрдесет две године раније, 1908. године, царица Циси на самрти позива двогодишњег Пу Јиа у Забрањени град. Након што му је открила да је претходни цар умро раније тог дана, Циси каже Пу Јиу да ће он бити следећи кинески цар. Након крунисања, Пу Ји, уплашен новим окружењем, више пута изражава жељу да се врати кући, али му то није дозвољено. Упркос томе што има мноштво дворских евнуха и слушкиња да га служе, његов једини прави пријатељ је његова дојиља Ар Мо.
Како одраста, његово васпитање је у потпуности ограничено на царску палату и забрањено му је да напусти. Једног дана га посећује његов млађи брат, који му открива да више није цар и да је Кина постала република; истог дана, Ар Мо је приморана да оде. Године 1919. Реџиналд Џонстон је постављен за Пу Јиевог тутора и пружа му образовање у западњачком стилу, а Пу Ји постаје све више жељан да напусти Забрањени град. Џонстон, опрезан због скупог начина живота дворана, убеђује Пу Јиа да је најбољи начин да се то постигне кроз брак; Пу Ји се касније жени Ванронг, са Венсју као секундарном прилежницом.
Пу Ји почиње да реформише Забрањени град, између осталог протерујући евнухе из палате. Међутим, 1924. он је сам протеран из палате и прогнан у Тјенцин након Пекиншког пуча. Он води декадентан живот као плејбој и англофил, и стаје на страну Јапана након Мукденског инцидента. За то време, Венсју се разводи од њега, али Ванронг остаје уз супруга и на крају подлеже зависности од опијума. Јапанци га 1934. крунишу за „цара” своје марионетске државе Манџукуо, иако је његова наводна политичка надмоћ поткопана на сваком кораку. Ванронг рађа дете, али Јапанци убијају бебу при рођењу и проглашавају је мртворођеном. Пу Ји остаје номинални владар региона до његовог заробљавања од стране совјетске Црвене армије.
Према комунистичком програму преваспитања политичких затвореника, Пу Ји је приморан од стране својих испитивача да се формално одрекне своје присилне сарадње са јапанским освајачима током Другог кинеско-јапанског рата. Након жестоких расправа са Ђин Јуаном, управником затвора Фушун, и гледања филма који детаљно описује ратне злочине које су починили Јапанци, Пу Ји се на крају одриче бивших савезника и влада га сматра рехабилитованим; пуштен је из затвора 1959. године.
Неколико година касније, 1967. године, Пу Ји је постао баштован који живи као скромни пролетер након успона Мао Цедунговог култа личности и Културне револуције. На повратку са посла, наилази на параду Црвене гарде, која прославља комунистичко одбацивање земљопоседништва. Он на паради види Ђин Јуана, сада једног од политичких затвореника који је кажњен као антиреволуционар, примораног да носи капу и таблу са казненим слоганима.
Пу Ји касније као туриста посећује Забрањени град, где упознаје одлучног дечака који носи црвени шал Пионирског покрета. Дечак наређује Пу Јиу да се удаљи од престола, али овај му открива да је био Син Неба пре него што му се приближи. Иза престола, Пу Ји проналази 60 година старог љубимца цврчка којег му је поклонио званичник палате Чен Баочен на дан крунисања, након чега га даје дечаку. Задивљен поклоном, дечак се окреће да разговара са Пу Јием, али открива да је нестао.
Године 1987. туристички водич води групу кроз палату. Зауставивши се испред престола, водич сажима Пу Јиев живот у неколико кратких реченица, пре него што је каже да је умро 1967. године.

## Улоге
| Глумац               | Улога                   |
| -------------------- | ----------------------- |
| Џон Лоун             | Пу Ји                   |
| Џоан Чен             | Ванронг                 |
| Питер О’Тул          | Реџиналд Џонстон        |
| Јинг Руоченг         | Ђин Јуан                |
| Виктор Вонг          | Чен Баочен              |
| Меги Хан             | Кавасима Јошико         |
| Вивијен Ву           | Венсју                  |
| Рјучи Сакамото       | Масахико Амакасу        |
| Рик Јанг             | млади иследник          |
| Кери-Хиројуки Тагава | Ченг                    |
| Џејд Го              | Ар Мо                   |
| Фумихико Икеда       | пуковник Јошиока        |
| Фанг Гуан            | Пу Јиев брат            |
| Лиса Лу              | царица Циси             |
| Хидео Такамацу       | генерал Такаши Хишикари |
| Базил Пао            | Цаифенг                 |
| Хенри О              | лорд Чемберлен          |